# Велибор Лазаревић
Велибор Лазаревић (Бела Вода, 8. августа 1955) српски је књижевник, ТВ новинар и публициста.

## Биографија
Велибор је рођен 8. августа 1955. године у Белој Води код Крушевца. Основну школу је завршио у Белој Води и Коњуху, а средњу школу у Крушевцу. Студије Југословенске књижевности и српског језика на Филолошком факултету Универзитета у Београду је уписао 1977. године, да би 1995. године магистрирао са темом Народна лирика Доњег Левча и докторирао 2008. године са тезом Обредна и посленичка лирика пролећног и летњег циклуса у Срба.
Велибор је радио као уредник у крушевачкој Багдали  у периоду од 1985. до 1990. године. Секретар часописа Расковник је био 1984/85. године. Као сарадник, уредник и одговорни уредник у Општеобразовној редакцији Радио-телевизије Србије је радио у периоду од 1990. до 2005. године. Он је уређивао серије: Дворови Београда, Трагом Карађорђа, Музеји Србије, На изворишту. Аутор је бројних докуметарних емисија које су тематски везане за крушевачки крај од којих су најзначајније: Клесари моравске школе, Прича о конопљи.
Предавао је историју новинарства, телевизијско новинарство и ТВ сценарио на Факултету за хуманистичке науке у Београду. Ради као научни сарадник у Институту за српску културу у Лепосавићу. Члан је Удружења књижевника Србије.
Он је приредио и урадио тринаест књига из области историографије и народне књижевности, као и неколико антологија и зборника. Организатор је бројних манифестација и културних дешавања у крушевачком крају и нарочито у родној Белој Води: Беловодске розете, вајарске и мозаичарске колоније у Белој Води, Збирке клесарства и вајарства Моравске школе у Белој Води (клесарски занат је заштићен као елеменат нематеријалног културног насеђа Србије). Оснивач је црквене библиотеке Деспот Стефан у Белој Води и манастирске библиотеке при манастиру Св. Никола у Комарану.
Беловодска розета је манифестација која се одржава од 1984. године. Један од добитника био је и нобеловац Петер Хандке.

## Дела
- Беловодски кисељаци, Туристички савез Крушевца, 1983.
- Летопис школе беловодске, Коњух, 1987.
- Знамења Беле Воде, Народни музеј Крушевац, Крушевац 1997.
- Велика чесма у Белој Води 1847-1997, Народни музеј Крушевац, Крушевац 1997.
- Лелек звона. универзитетска библиотека, Приштина, 1998.
- Српски именослов, одабране руковети, Book & Marso, Београд 2001.
- Музеј клесарства и вајарства Моравске школе у Белој Води, Бела Вода, 2009.
- Манастир Комаране : историја - вера - архитектура - култура - уметност, Бела Вода, Огранак Вукове задужбине, 2012.
- Воденице моравке у Троморављу : историја - архитектура - обичаји - техника - технологија - речник, Бела Вода, Огранак Вукове задужбине; Врњачка Бања, SATCIP, 2013.
- Комаране и Љубава : села Благотинског краја, Бела Вода, Огранак Вукове задужбине, 2014.
- Светиње и знамења Жупањевца у Левчу, Бела Вода, Огранак Вукове задужбине; Врњачка Бања, САТЦИП, 2016.